# Homopus boulengeri
La tortuga de Boulenger (Homopus boulengeri) es una tortuga terrestre del género Homopus, género endémico de la región del Gran Karoo de Sudáfrica y del sur de Namibia. 
Está amenazada por el tráfico de las carreteras, el sobrepastoreo y la caza furtiva para el comercio de mascotas (las especies del género Homopus generalmente no sobreviven bien en cautividad).